# Bréguet - Sabin (métro de Paris)
Pour les articles homonymes, voir Bréguet et Sabin.
Bréguet - Sabin est une station de la ligne 5 du métro de Paris, située dans le 11e arrondissement de Paris.

## Situation
La station est implantée à l'ouest du quartier de la Roquette, à proximité de ses limites administratives avec le quartier des Archives (3e arrondissement), le quartier de l'Arsenal (4e arrondissement) et le quartier Saint-Ambroise. Elle se trouve sous le boulevard Richard-Lenoir, le long du canal Saint-Martin, à l'intersection avec la rue Bréguet d'une part et la rue Saint-Sabin d'autre part. Approximativement orientée selon un axe nord-sud, elle s'intercale entre les stations Richard-Lenoir et Bastille, tout en étant géographiquement très proche de la station Chemin Vert, située sur la ligne 8.

## Histoire
La station est ouverte le 31 décembre 1906, soit deux semaines après la mise en service du prolongement de la ligne 5 depuis Place Mazas jusqu'à Lancry (ces deux noms correspondant respectivement aux actuelles stations Quai de la Rapée et Jacques Bonsergent), intervenue le 17 décembre précédent. Jusqu'à son achèvement, les trains la traversaient sans y marquer l'arrêt.
Elle doit sa dénomination d'une part à sa proximité avec la rue Bréguet, laquelle rend hommage à la famille Breguet (sans accent), dont l’horloger d’origine suisse Abraham Louis Breguet (1747-1823), qui fut l’inventeur de montres à remontoir automatique pour l’astronomie.
La station reprend d'autre part la seconde moitié du nom de la rue Saint-Sabin, qui honore quant à elle la mémoire de Charles-Pierre d'Angelesme de Saint-Sabin, échevin de Paris de 1775 à 1777.
Comme un tiers des stations du réseau entre 1974 et 1984, les quais font l'objet d'une modernisation par l'adoption du style décoratif « Andreu-Motte », ici de couleur jaune avec le remplacement des faïences biseautées d'origine par du carrelage blanc plat en l'occurrence.
Dans le cadre du programme « Un métro + beau » de la RATP, les couloirs et le hall d'accueil sont rénovés à leur tour du 2 mai au 30 juin 2019, cette opération nécessitant la fermeture de la station au public pendant toute la durée des travaux. La salle de distribution des titres de transport perd alors son revêtement de sol en asphalte noir, au profit d'un carrelage gris anthracite.

## Services aux voyageurs

### Accès
La station dispose de deux accès constitués d'escaliers fixes, débouchant sur le côté ouest du terre-plein central du boulevard Richard-Lenoir :
- l'accès 1 « Rue Saint-Sabin » se trouvant à hauteur du croisement avec la rue précitée, au droit des nos 21 et 23 du boulevard Richard-Lenoir ;
- l'accès 2 « Rue du Pasteur-Wagner » se situant face au no 9 du même boulevard.

Les deux trémies sont ornées d'un édicule Guimard, lequel fait l'objet d'une inscription au titre des monuments historiques par l'arrêté du 29 mai 1978, protection renouvelée 12 février 2016. Celui de l'accès secondaire fait partie des rares entourages Guimard à ne pas disposer d'un portique.

Accès à la station
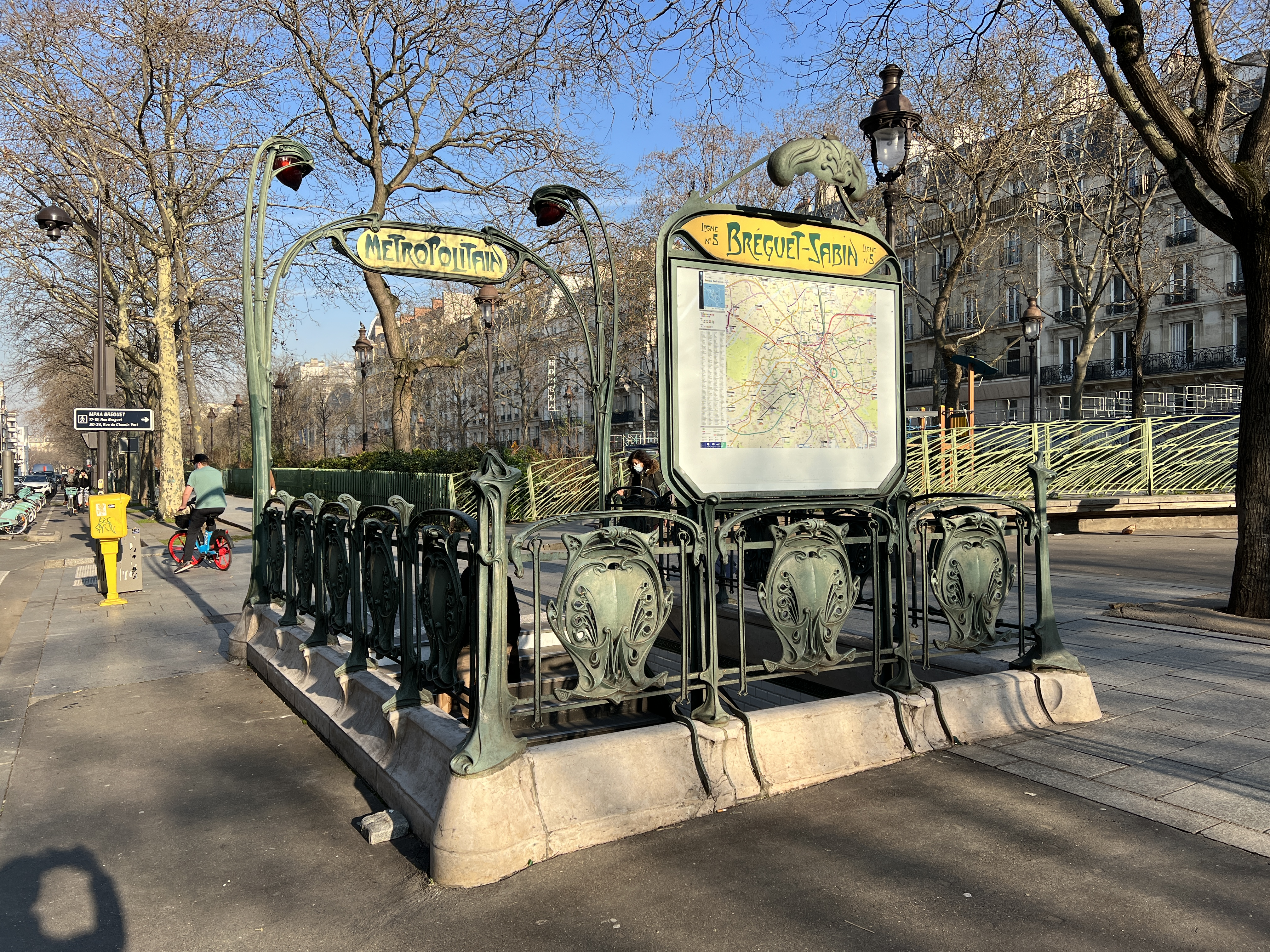
L'accès no 1, « Rue Saint-Sabin ».
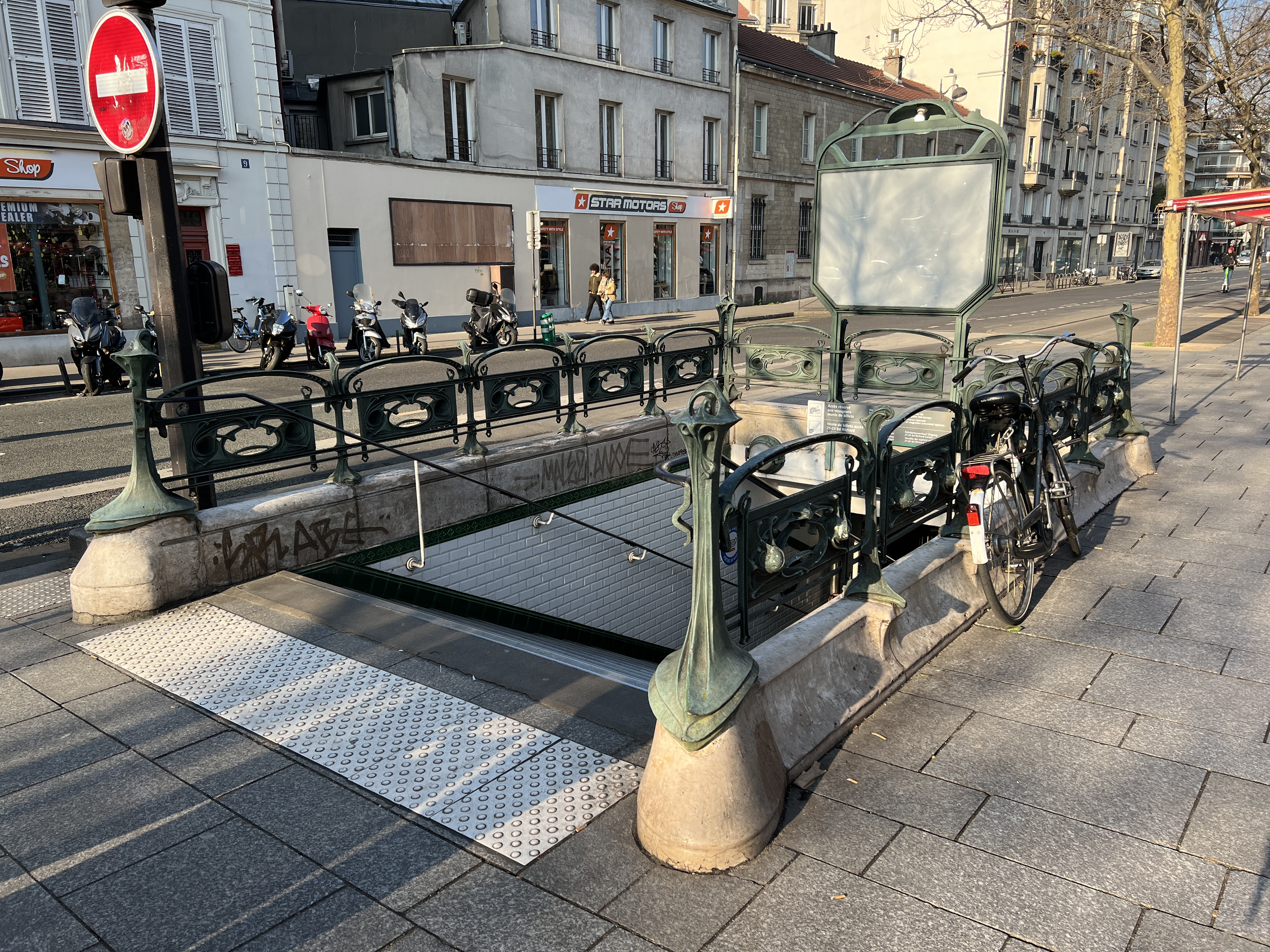
L'accès no 2, « Rue du Pasteur-Wagner ».

Seule l'entrée no 1 est directement reliée à la salle de distribution des titres de transport, d'une superficie particulièrement modeste. L'ensemble des espaces sont agencés selon une disposition totalement identique à celle de la station voisine Richard-Lenoir, également située sur la ligne 5.

### Quais
Bréguet - Sabin est une station de configuration standard pour le métro de Paris : elle possède deux quais, d'une longueur conventionnelle de 75 mètres, séparés par les voies du métro situées au centre. De par sa construction à fleur de sol, le plafond est constitué d'un tablier métallique, dont les poutres, peintes en argenté, sont supportées par des piédroits verticaux et reliées entre elles par des cornières, lesquelles portent des voûtains en briques peints en blanc. La décoration est de style « Andreu-Motte » avec deux rampes lumineuses jaunes ainsi que des sièges « Motte » de même couleur. Ces aménagements sont mariés avec des carreaux en céramique blancs plats, posés verticalement et alignés en colonnes sur les piédroits et les tympans. Les cadres publicitaires sont métalliques et le nom de la station est inscrit en police de caractères Parisine sur des plaques émaillées.
La décoration est ainsi très proche celle de la station suivante de la ligne 5, Richard-Lenoir, également construite avec une couverture métallique et réaménagée dans le style « Andreu-Motte », seule la teinte des sièges et des bandeaux d'éclairage différenciant les deux stations.

Quais de la station
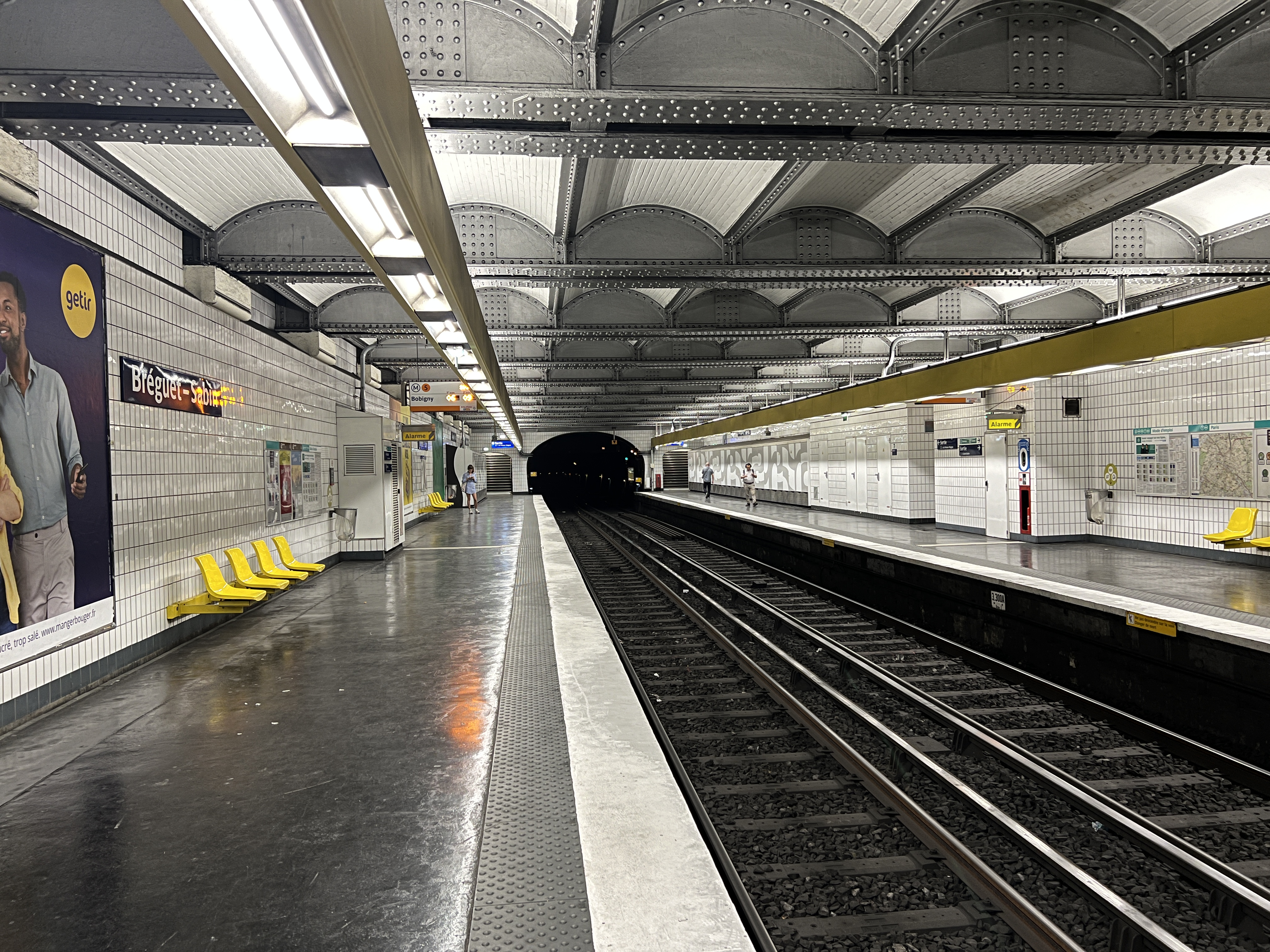
Vue d'ensemble des quais en direction de Place d'Italie.
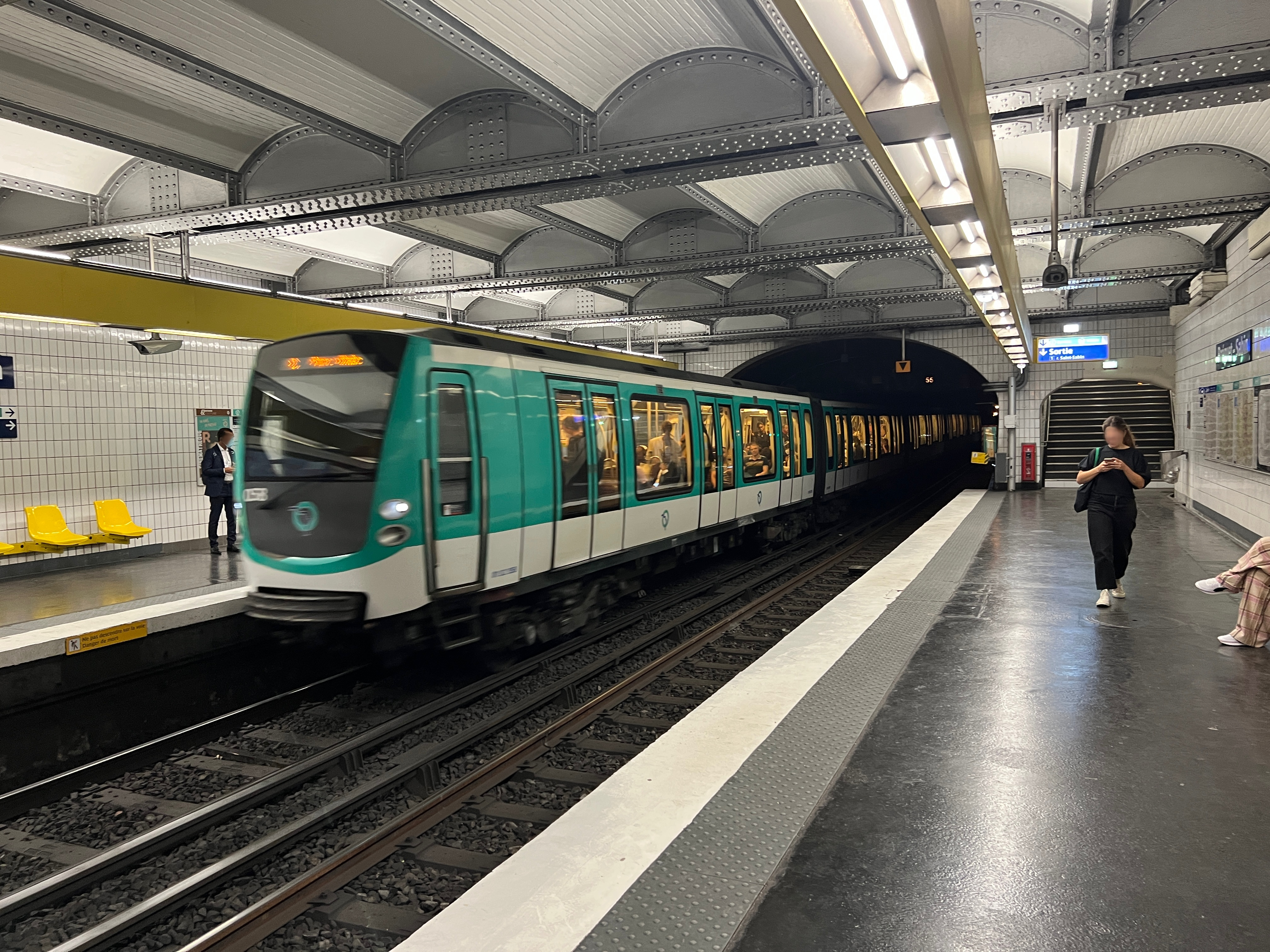
Entrée d'une rame MF 01 en direction de Place d'Italie.
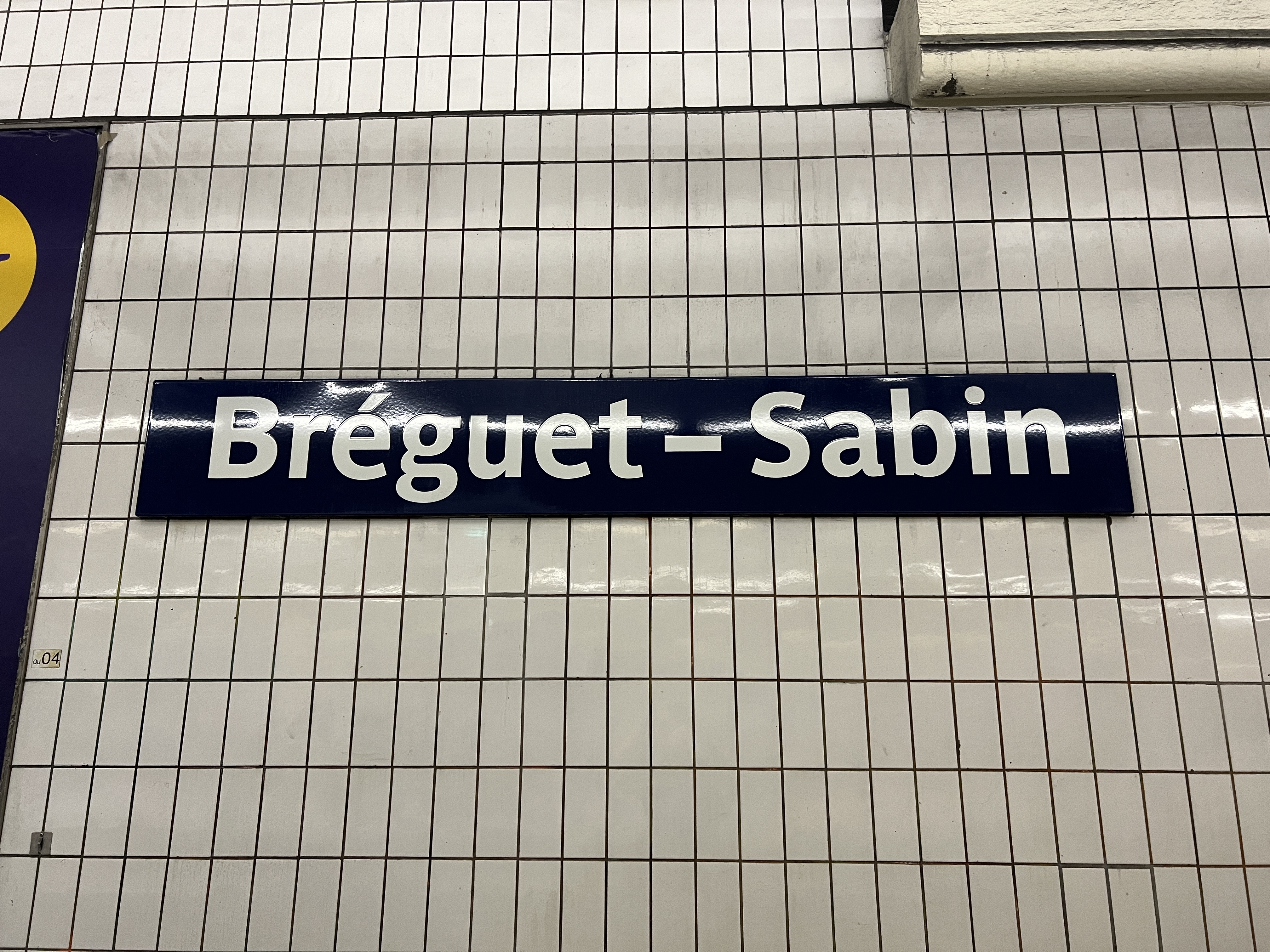
Plaque émaillée indiquant le nom de la station.

### Intermodalité
La station est desservie par la ligne 69 du réseau de bus RATP.

## Fréquentation
Nombre de voyageurs entrés à cette  station :
| Année                      | 2013      | 2014      | 2015      | 2016      | 2017      | 2018      | 2019      | 2020      | 2021      |
| -------------------------- | --------- | --------- | --------- | --------- | --------- | --------- | --------- | --------- | --------- |
| Nombre de voyageurs par an | 2 038 531 | 2 085 448 | 2 065 295 | 2 139 259 | 2 273 253 | 2 351 237 | 1 791 352 | 1 003 059 | 1 490 160 |
| Rang                       | 249e      | 243e      | 246e      | 243e      | 235e      | 233e      | 260e      | 243e      | 236e      |
| Nombre de stations         | 302       | 302       | 302       | 302       | 302       | 302       | 302       | 304       | 304       |

## À proximité
- Canal Saint-Martin (en tunnel sur cette section)
- Square Bréguet - Sabin
- Rue de Lappe (réputée pour sa vie nocturne)
- Café de la Danse
- Place des Vosges, sur laquelle se trouvent :
  - le square Louis-XIII en son centre
  - la maison de Victor Hugo à son extrémité sud-est
- École nationale supérieure de création industrielle
- Jardin Louise-Talbot-et-Augustin-Avrial

## Culture
Une scène de Frantic, film de Roman Polanski avec Harrison Ford, y est tournée en 1988.